# Shaban Jafari
Shaban Jafari (en persan : شعبان جعفری), né le 21 mars 1921 à Téhéran et mort le 19 août 2006 à Santa Monica, aussi connu comme Shaban Bimokh (en persan : شعبان بی‌مخ, "Shaban-sans-Cervelle") était un sportif iranien et practicien du varzesh-e bastani, et plus occasionnellement meneur politique. Figure controversée, notamment dans la vie politique iranienne, il fut un des protagonistes de la chute du gouvernement de Mohammad Mossadegh dans le cadre du coup d'état militaire iranien de 1953.

## Biographie
Shaban Jafari, aussi connu sous le nom Shaban Bimokh, était un directeur de club sportif et, plus discrètement, un gangster de rue à Téhéran. Il a également été un praticien du sport traditionnel iranien (varzesh-e bastani) et fut souvent à Zoorkhaneh. Au cours du coup d'état de 1953, il a souvent été considéré comme un chef de file des combats de rue pour le Shah et contre le premier ministre Mohammad Mossadegh. Ses adversaires affirment qu'il a reçu de l'argent des agences de renseignement britannique et américaine. Il a lui-même soutenu qu'il était en prison lors du coup d'état, et qu'il n'y aurait pas participé. Après la Révolution Islamique, il déménagea aux États-Unis parce qu'il était parmi les personnes recherchées par le nouveau gouvernement révolutionnaire pour ses affinités au régime du Shah. Sa vie a été relativement calme et il est mort à Santa Monica en 2006. Un livre de ses mémoires, publié aux États-Unis par la journaliste irano-américaine Homa Sarshar est devenu très populaire à l'intérieur de l'Iran,.